# Gallon

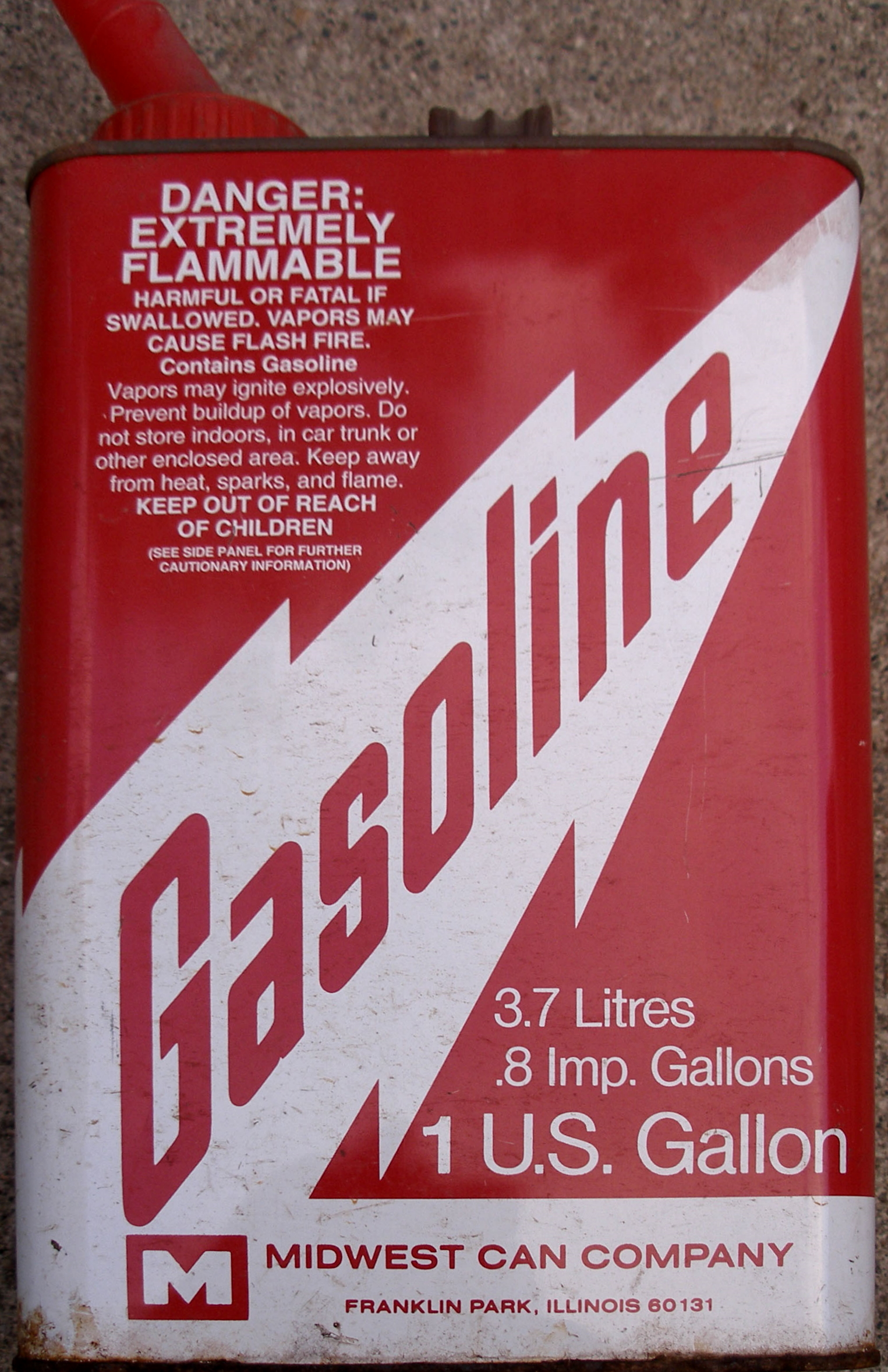
Bensindunk som rymmer en amerikansk gallon.

Enheter för bensin som används över hela världen:
Liter
Amerikansk gallon
Engelsk gallon
Inga data

Gallon är ett antal något olika volymmått som används framför allt i USA och i Storbritannien. De skiljer sig både mellan  länderna och i USA beroende på vilken typ av materia som mäts:
- 1 imperial gallon (Storbritannien) = 4,54609 dm³ (liter)[1]
- 1 gallon (USA, våt) = 3,78541 dm³ (liter)[2]
- 1 gallon (USA, torr) = 4,40488 dm³ (liter)

En gallon indelas i fyra quarts.
När storleken på oljeeldningsbrännares munstycken anges i gallons/hour är det alltid amerikansk (våt) gallon som gäller, oavsett munstyckets ursprungsland.